# Albert Valentin
Albert Valentin (La Louvière, 5 augustus 1902 - Suresnes, 13 april 1968) was een Belgisch scenarioschrijver en filmregisseur.

## Leven en werk

### Al vroeg cinefiel (en surrealist)
Al sinds zijn jeugd was Albert Valentin in de ban van het witte doek. Hij ging dikwijls naar de bioscoop in het gezelschap van Charles Spaak. In 1925 hielp hij in Brussel mee de Club du Cinéma stichten. Vanaf datzelfde jaar publiceerde hij teksten in cinefiele tijdschriften.
Vanaf 1929 verschenen teksten en fotomontages van zijn hand in het belangwekkende tijdschrift La Révolution surréaliste en in zijn opvolger Le Surréalisme au service de la révolution. Zodoende begon hij deel uit te maken van de surrealistische beweging.

### Eerste stappen in de filmwereld als regie-assistent en scenarioschrijver
In 1931 zette Valentin zijn eerste stappen in de filmwereld met de muzikale komedie À nous la liberté als assistent van René Clair. De surrealisten vonden die film echter contrarevolutionair en om die reden verwijderden ze Valentin uit hun beweging. 
Het klikte goed tussen Clair en Valentin en ze zetten hun samenwerking voort in Clairs vier volgende films, allen komedies. 
Dankzij Clair maakte Valentin kennis met belangrijke cineasten als Jean Renoir en Jean Grémillon. Met hen schreef hij mee aan het scenario van Boudu sauvé des eaux (Renoir, 1932), van L'Étrange Monsieur Victor (Grémillon, 1938) en van Le ciel est à vous (Grémillon, 1944). Met deze samenwerkingen werd zijn carrière als scenarioschrijver definitief ingeluid.

### Regisseur
Valentin debuteerde in 1934 als regisseur met Taxi de minuit, een komische korte film waarvoor Jacques Prévert een van zijn eerste scenario's schreef.
Tijdens diezelfde periode sleutelde hij in de Filmstudio Babelsberg nabij Berlijn aan de Franse versie van vier Duits-Franse (muzikale) komedies. 
Daarna verwezenlijkte hij nog acht films waaronder
- L'Entraîneuse (1938), een melodrama met de piepjonge Michèle Morgan in de titelrol van animeermeisje,
- de komedie La Maison des sept jeunes filles (naar de gelijknamige roman van Georges Simenon, 1942). De dialogen van de hand van Charles Spaak maakten de film tot bijna helemaal Belgisch,
- het drama Marie-Martine (1943) toonde hoe het duistere verleden van Marie-Martine, een zogenoemd onervaren jonge vrouw op wie een schuchtere apotheker verliefd is, dreigt onthuld te worden door een schrijver wiens laatste roman niet toevallig 'Marie-Martine' als titel heeft,
- de film die wordt beschouwd als zijn meest geëngageerde: de tragikomedie La Vie de plaisir (1944) waarin de eigenaar van een succesrijke nachtclub, 'La Vie de plaisir', zijn zaak van de hand moet doen als hij wil trouwen met de aantrekkelijke dochter van een aristocratische familie die op de rand van het bankroet staat.

### Kantelmoment:La Vie de plaisir
La Vie de plaisir werd opgeleverd door het Franse collaborerende productiebedrijf Continental Films. Desondanks ergerde de prent in hoge mate het Vichyregime omdat deze 'antisociale en antiklerikale' film zich afspeelde in een milieu waar prostitutie en alcoholisme welig tierden. Niet lang daarna, bij de Bevrijding, werd de prent geïnterpreteerd als Duitse propaganda en zelfs verboden door la France libre omwille van de heel denigrerende kijk op de Franse maatschappij. Uitgerekend deze film die doorgaat voor zijn beste kwam Valentin heel duur te staan want hij liep een schorsing als cineast op. In tegenstelling tot zijn generatiegenoot Henri-Georges Clouzot kwam hij deze straf nooit meer te boven. Zijn veelbelovende creatieve pen zou opdrogen.

### Scenarioschrijver
Vanaf 1950 hield Valentin zich enkel nog bezig met het meeschrijven aan het scenario van ruim vijfentwintig films waarvan de meeste weinig belangwekkend waren. 
Hij werkte voor een aantal vertegenwoordigers van de zogenaamde 'cinéma de papa' zoals Denys de La Patellière (3 films), Gilles Grangier (2), Henri Verneuil (2), Christian-Jaque (2), Henri Decoin (2). De cinéma de papa was een succesrijke en erg traditionele filmstroming (waarvan de Nouvelle Vague vanaf het einde van de jaren vijftig de oubolligheid op de korrel nam). De komedies Le Mouton à cinq pattes (Verneuil, met Fernandel en Louis de Funès, 1954) en Archimède le clochard (Grangier, met Jean Gabin, 1959), alsook het Martine Carol-vehikel Nana (Christian-Jaque, 1955) waren de meest populaire. 
Hij stond ook nog vermeld op de generiek van een vijftal relatief onbekende Italiaanse sandalenfilms.
Valentin overleed in 1968 op 65-jarige leeftijd aan een aandoening van de luchtwegen.

## Filmografie

### Regisseur
- 1934 - Toi que j'adore (samen met Géza von Bolváry)
- 1934 - Taxi de minuit (middellange film)
- 1934 - La Chanson de l'adieu (samen met Géza von Bolváry)
- 1935 - Les dieux s'amusent (Amphitryon) (samen met Reinhold Schünzel)
- 1935 - Stradivarius (samen met Géza von Bolváry)
- 1940 - L'Entraîneuse
- 1940 - L'Héritier des Mondésir
- 1942 - La Maison des sept jeunes filles
- 1943 - À la belle frégate
- 1943 - Marie-Martine
- 1944 - La Vie de plaisir
- 1948 - Le Secret de Monte-Cristo
- 1949 - L'échafaud peut attendre

### Scenarioschrijver
- 1932 - Boudu sauvé des eaux (Jean Renoir) (niet-gecrediteerd)
- 1934 - Toi que j'adore (Albert Valentin)
- 1936 - La Porte du large (Marcel L'Herbier) (niet-gecrediteerd)
- 1938 - L'Étrange Monsieur Victor (Jean Grémillon)
- 1941 - Péchés de jeunesse (Maurice Tourneur)
- 1944 - Le ciel est à vous (Jean Grémillon)
- 1944 - La Vie de plaisir (Albert Valentin)
- 1949 - L'échafaud peut attendre (Albert Valentin)
- 1950 - Au p'tit zouave (Gilles Grangier)
- 1951 - L'Étrange Madame X (Jean Grémillon)
- 1951 - Sérénade au bourreau (Jean Stelli)
- 1951 - Mammy (Jean Stelli)
- 1951 - Messalina (Carmine Gallone)
- 1954 - Le Mouton à cinq pattes (Henri Verneuil)
- 1954 - Madame du Barry (Christian-Jaque)
- 1955 - Nana (Christian-Jaque)
- 1955 - L'Affaire des poisons (Henri Decoin)
- 1957 - Escapade (Ralph Habib)
- 1958 - Maxime (Henri Verneuil)
- 1959 - La Femme et le Pantin (Julien Duvivier)
- 1959 - Pourquoi viens-tu si tard ? (Henri Decoin)
- 1959 - Archimède le clochard (Gilles Grangier)
- 1960 - Meurtre en 45 tours (Étienne Périer)
- 1962 - Le Bateau d'Émile (Denys de La Patellière)
- 1962 - La Vendetta (Jean Chérasse)
- 1962 - Pourquoi Paris? (Denys de La Patellière)
- 1962 - Il cambio della guardia (En avant la musique) (Giorgio Bianchi)
- 1963 - Tempo di Roma (Denys de La Patellière)
- 1963 - L'eroe di Babilonia (Siro Marcellini)
- 1963 - Goliath e la schiava ribelle (Mario Caiano)
- 1963 - Le Bon Roi Dagobert (Pierre Chevalier)
- 1964 - Maciste, gladiatore di Sparta (Mario Caiano)
- 1964 - L'ultimo gladiatore (Umberto Lenzi)
- 1967 - Le Canard en fer blanc (Jacques Poitrenaud)
- 1968 - Vingt-quatre heures de la vie d'une femme (Dominique Delouche)

### Regie-assistent
- 1931 - À nous la liberté (René Clair)
- 1933 - 14 juillet (René Clair)
- 1934 - Le Dernier milliardaire (René Clair)
- 1935 - The Ghost Goes West (René Clair)
- 1938 - Break the News (René Clair)

- Biblioteca Nacional de España: XX4581047
- Bibliothèque nationale de France: cb13948675f (data)
- Gemeinsame Normdatei: 1061292002
- International Standard Name Identifier: 0000 0001 1672 5506
- Library of Congress Control Number: no2010116733
- Réseau des bibliothèques de Suisse occidentale: 02-A012312684
- Istituto Centrale per il Catalogo Unico: PUVV270495
- Système universitaire de documentation: 159021979
- Virtual International Authority File: 183929711
- WorldCat: E39PBJqw3W6q9CbJ6d7x7TqqQq

1. ↑  Freebase Data Dumps.